# Phryno desita
Phryno desita är en tvåvingeart som först beskrevs av Walker 1861.  Phryno desita ingår i släktet Phryno och familjen parasitflugor. Inga underarter finns listade i Catalogue of Life.